# Lipperenaissance

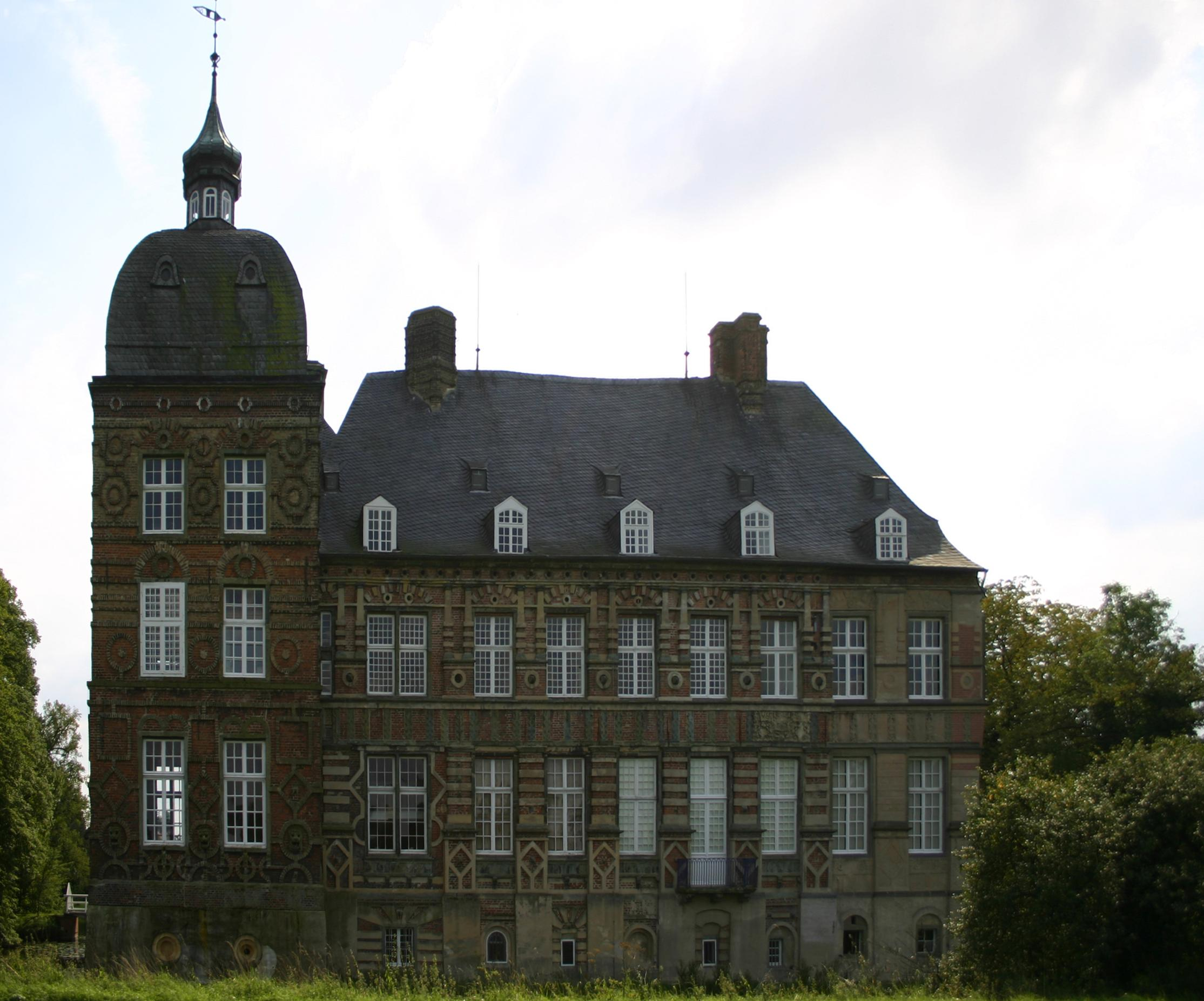
Für die Lipperenaissance typisches Beschlagwerkdekor an Schloss Hovestadt

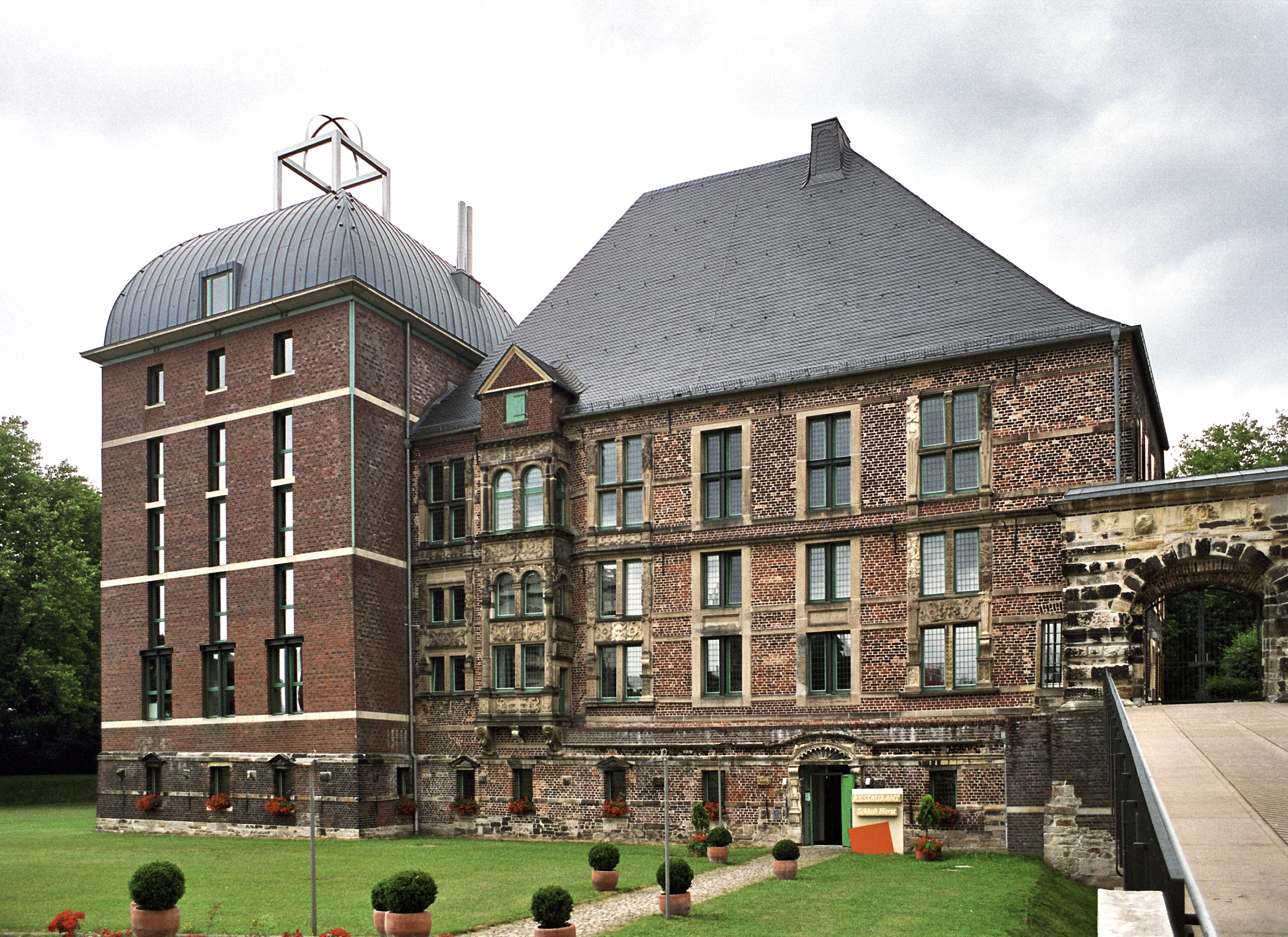
Erhaltener Eingangsflügel von Schloss Horst mit Eckturm (2005)

Der Begriff der Lipperenaissance bezeichnet eine nordische Variante der Renaissance.
Die Bezeichnung für eine kleine Gruppe von Bauten geht auf Richard Klapheck zurück, der zuerst von einer „Lippeschule“ sprach. Später etablierte sich die Bezeichnung Lipperenaissance analog zu vergleichbaren Bezeichnungen wie auch die der Weserrenaissance (auch sie geht letztlich auf Klapheck zurück). Hauptmerkmal der Lipperenaissance ist ein überdimensionales Beschlagwerkdekor, das die Außenfassaden der Bauten überzieht. Es setzt sich aus Kreisen, Halbkreisen, Rauten und Quadraten zusammen, die durch Bänder zu einer Art Netzwerk verbunden sind. Die stilgeschichtlichen Zusammenhänge werden vielleicht treffender durch die ebenfalls von Klapheck gebrauchte Bezeichnung „Horster Bauschule“ umschrieben, denn über Schloss Horst fanden die auf niederländische Anregungen zurückgehenden Formen Eingang in die Region.
Zur Lipperenaissance werden vor allem die Schlossbauten des Baumeisters Laurenz von Brachum gerechnet, die sich fast ausnahmslos in der namensgebenden Niederung der Lippe befinden. Dazu zählen:
- Schloss Horst (1554–1572) in Gelsenkirchen
- Haus Assen (1564) in Lippetal-Lippborg
- Schloss Crassenstein (1570) in Wadersloh-Diestedde
- Haus Geist (1560) bei Oelde
- Schloss Hovestadt (1563–1572) in Lippetal-Hovestadt
- Haus Nehlen (1631) in Welver-Berwicke
- Schloss Overhagen (1619), der Bau stammt von Laurenz von Brachum dem Jüngeren

Städtische Häuser mit diesem Dekor sind selten, u. a. gehört hierzu das Haus Roggenmarkt 12 in Münster. Typisches Lipperenaissance-Dekor weist ferner der Giebel des Wulferthauses am Neuen Markt 2 in Herford auf, der um 1577/78 errichtet wurde. Auch die bemalte Holzdecke des Saales im Domhof in Rheda zeigt diese Formen. Sie entstand jedoch erst 1663.